# Saison 2014 des Astros de Houston
La saison 2014 des Astros de Houston est la 53e saison en Ligue majeure de baseball pour cette franchise et sa 2e en Ligue américaine.
Les Astros connaissent en 2014 une 8e saison perdante consécutive mais, après trois campagnes de plus de 100 défaites, améliorent considérablement leur fiche en gagnant 19 matchs de plus que l'année précédente. Avec 70 victoires et 92 revers, ils sont 4e sur 5 clubs dans la division Ouest de la Ligue américaine et 26e sur 30 équipes dans les majeures. Leur vedette José Altuve est le premier joueur des Astros champion frappeur avec une moyenne au bâton de ,341 et il bat le record de franchise de Craig Biggio avec une saison de 225 coups sûrs. Hors du terrain, Houston est incapable de mettre sous contrat Brady Aiken, son premier choix du repêchage amateur 2014, et remercie le gérant Bo Porter au début septembre. Le club défraie aussi la manchette en juin lorsque des documents confidentiels réservés à l'usage interne sont piratés et publiés en ligne. Deux jours après la fin de la saison, les Astros confient les rênes de l'équipe à A. J. Hinch pour la saison 2015.

## Contexte
En 2013, pour leur première saison en Ligue américaine après 51 années en Ligue nationale, les Astros terminent au dernier rang sur 5 équipes dans la division Ouest avec 51 victoires contre 111 défaites. C'est une 3e saison de suite de 100 défaites ou plus pour Houston, ce qui les classait chaque fois au dernier rang des 30 clubs du baseball majeur. Leurs frappeurs établissent un triste record des majeures en étant retirés sur des prises en 1 535 occasions durant l'année. Le club perd ses 15 derniers matchs, du jamais vu depuis la pire équipe de l'histoire, les Spiders de Cleveland de 1899. Les mauvaises performances des Astros, franchise engagée dans un long et pénible effort de reconstruction, leur permettent par contre d'avoir la toute première sélection du repêchage de juin 2014, après avoir utilisé leurs autres premiers choix pour mettre sous contrat deux joueurs prometteurs en 2012 et 2013 : l'arrêt-court Carlos Correa et le lanceur Mark Appel.

## Intersaison

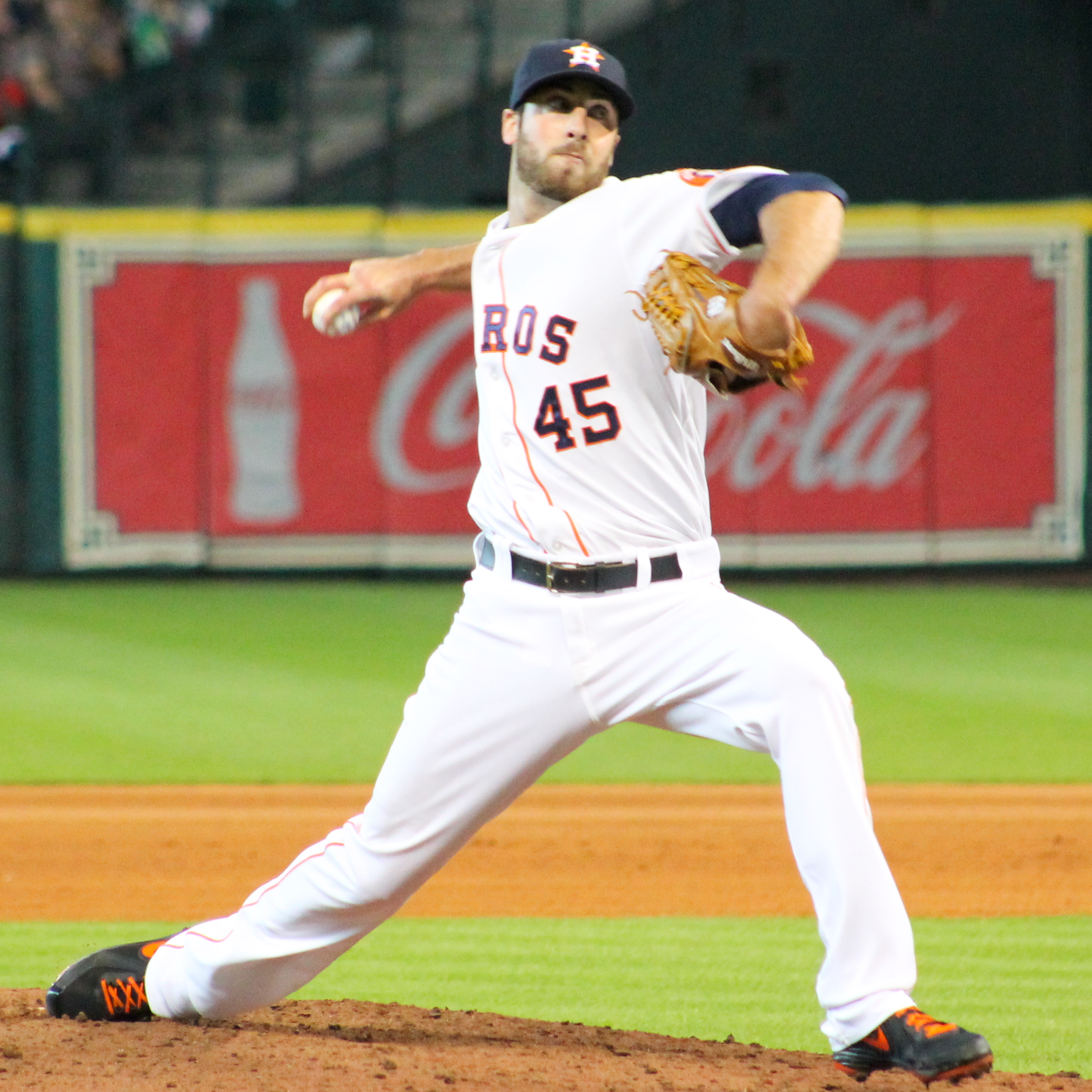
Anthony Bass, lanceur de la Ligue majeure de baseball, au Minute Maid Park en juillet 2014

Contrairement aux quelques hivers précédents, les Astros déploient davantage de moyens pour améliorer leur club en prévision de la saison qui vient. Il se mettent à la tâche dès le mois de décembre, d'abord en faisant l'acquisition de Dexter Fowler, un voltigeur de centre qu'ils obtiennent des Rockies du Colorado en échange du voltigeur Brandon Barnes et du lanceur droitier Jordan Lyles. La transaction complétée le 3 décembre 2013 est suivie des mises sous contrat de deux lanceurs droitiers qui étaient agents libres : le lanceur partant Scott Feldman, qui s'amène en provenance des Orioles de Baltimore et accepte un contrat de 3 saisons le 6 décembre, puis le releveur d'expérience Chad Qualls qui, après une année chez les Marlins de Miami, signe le 7 décembre une entente de 2 saisons pour retrouver le premier club des majeures pour lequel il avait évolué de 2004 à 2007.
Le 11 décembre, les Astros obtiennent des Padres de San Diego le lanceur droitier Anthony Bass. Une semaine plus tard, ils transfèrent à ces mêmes Padres Ryan Jackson, un joueur d'avant-champ réclamé au ballottage des Cardinals de Saint-Louis le 20 novembre précédent, pour obtenir en échange le joueur de premier but et voltigeur Jesús Guzmán.
Au cours de la saison morte, Houston ajoute quelques autres lanceurs droitiers qui étaient agents libres et acceptent des contrats d'une saison. Matt Albers, un vétéran releveur, rejoint les Astros après avoir joué 2013 chez les Indians de Cleveland; Jesse Crain, un autre releveur comptant plusieurs années de service, s'amène après une saison 2013 où il avait été invité au match des étoiles et avait maintenu une moyenne de points mérités de 0,74 en 38 parties des White Sox de Chicago avant d'être blessé; Jerome Williams, qui a alterné entre les postes de lanceur partant et de releveur au cours des 3 saisons précédentes chez les Angels de Los Angeles, est ajouté à l'effectif texan en février.
Houston fait signer des contrats des ligues mineures au voltigeur Adron Chambers, au lanceur de relève droitier Peter Moylan et au vétéran joueur d'arrêt-court César Izturis. Au ballottage, les Astros réclament le releveur gaucher Darin Downs des Tigers de Détroit et le droitier Collin McHugh des Rockies du Colorado, mais perdent le voltigeur Jimmy Paredes.
Le premier but Brett Wallace, avec le club depuis 4 saisons, est libéré de son contrat le 12 mars 2014.

## Calendrier pré-saison
L'entraînement de printemps des Astros se déroule du 28 février au 30 mars 2014.

## Saison régulière
La saison régulière de 162 matchs des Astros débute à Houston le 1er avril contre les Yankees de New York et se termine le 28 septembre suivant.

### Classement
| Ligue américaine (Division Ouest) | V  | D  | %    | Diff. | Diff. (séries) |
| --------------------------------- | -- | -- | ---- | ----- | -------------- |
| Angels de Los Angeles             | 98 | 64 | ,605 | -     | -              |
| Athletics d'Oakland               | 88 | 74 | ,543 | 10    | -              |
| Mariners de Seattle               | 87 | 75 | ,537 | 11    | 1              |
| Astros de Houston                 | 70 | 92 | ,432 | 28    | 18             |
| Rangers du Texas                  | 67 | 95 | ,414 | 31    | 21             |

### Juin
- 3 juin : George Springer devient le premier joueur des Astros depuis leur entrée dans la Ligue américaine à être nommé meilleure recrue du mois. Il reçoit l'honneur pour ses performances en mai[28].

### Septembre
- 1er septembre : Les Astros, qui sont 27e sur 30 équipes du baseball majeur avec 59 victoires en 138 matchs, congédient leur gérant Bo Porter et le remplacent par Tom Lawless[29].
- 16 septembre : Avec son 211e de l'année, José Altuve établit le nouveau record de franchise pour les coups sûrs en une saison et éclipse le total de Craig Biggio en 1998[30].
- 21 septembre : Avec un 219e coup sûr, José Altuve des Astros a maintenant le plus haut total par un joueur de deuxième but depuis les 227 de Charlie Gehringer pour Détroit en 1936[31].
- 28 septembre : José Altuve termine la saison avec le nouveau record de franchise de 225 coups sûrs en une saison et devient le premier joueur des Astros à remporter un championnat des frappeurs. Altuve termine en effet la saison avec la meilleure moyenne au bâton (,341) du baseball majeur[32].